# Rupert D’Oyly Carte

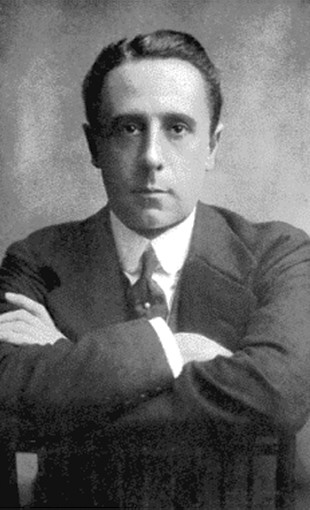
Rupert D’Oyly Carte ca. 1910

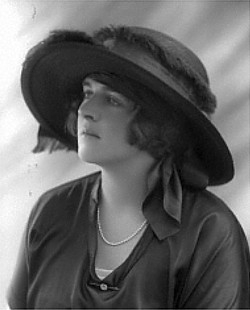
Dorothy D’Oyly Carte ca. 1910

Rupert D’Oyly Carte (* 3. November 1876 in London; † 12. September 1948 ebenda) war ein englischer Hotelier, Theaterbesitzer und Impresario. Er war zu seiner Zeit bekannt als Inhaber der D’Oyly Carte Opera Company, des Savoy Hotel und des Savoy Theatre in London. Diese Unternehmungen waren von seinem Vater Richard D’Oyly Carte gegründet worden.

## Leben
Rupert D’Oyly Carte wurde geboren 1876 in Hampstead, London und war der jüngere Sohn des Impresarios Richard D’Oyly Carte (1844–1901) und seiner ersten Frau Blanche Julia, geb. Prowse (1853–1885). Er besuchte das Winchester College, eine der renommiertesten englischen Schulen. Danach arbeitete er für eine Wirtschaftsprüfungsgesellschaft. 1894 wurde er Assistent seines Vaters. 1898 rückte er in die Verwaltung des Savoy Hotels auf, der auch sein Vater und Sir Arthur Sullivan angehörten. 1899 stieg er zum stellvertretenden Geschäftsführer auf. Nach dem Tod von Richard D’Oyly Carte im Jahre 1901 erhielt seine zweite Frau Helen, die er 1888 geheiratet hatte, die Kontrolle über die meisten seiner Firmen. Ruperts älterer Bruder, Lucas, ein Rechtsanwalt, war an den Familienunternehmen nicht beteiligt und starb im Alter von 34 Jahren an Tuberkulose.
1903 übernahm Carte im Alter von 27 Jahren die Funktion seines verstorbenen Vaters als Vorsitzender des Savoy-Gruppe, zu der auch das Savoy Hotel, das Claridge’s Hotel, das Berkeley Hotel, das Simpson’s-in-the-Strand und das Grand Hotel in Rom gehörten. Carte heiratete 1907 Dorothy Milner Gathorne-Hardy (1889–1977), die dritte und jüngste Tochter des zweiten Earl of Cranbrook. Sie hatten zwei Kinder: Bridget (1908–1985) und Michael (1911–1932). 1913 verstarb Ruperts Stiefmutter Helen und hinterließ ihm ihre gesamten Anteile an der Savoy-Gruppe, dem Savoy Theatre und der D’Oyly Carte Opera Company.
Im Ersten Weltkrieg diente Rupert D’Oyly Carte in der Royal Navy. Nach seiner Rückkehr vertiefte er sich wieder in die Theaterarbeit. In seiner ersten Londoner Saison 1919/20 brachte er zehn der 14 komischen Opern von Gilbert und Sullivan zur Aufführung und bewahrte dabei viel von Gilberts ursprünglichen Inszenierungen. Nur in bestimmten Fällen ließ er Veränderungen an Gilberts Texten zu.
Rupert D’Oyly Carte erfasste schnell die Möglichkeiten des neuen Mediums Grammophon. Nach dem Ersten Weltkrieg leitete er eine Reihe von kompletten Aufnahmen der Partituren der Opern auf dem HMV-Label. Zunächst wurden Gastsänger gewählt, die mit dieser Technologie vertraut waren. Später kamen auch ordentliche Mitgliedern der D’Oyly Carte Opera Company zum Einsatz. Mit der Einführung des elektrischen Aufnahmeverfahrens im Jahr 1927 und der dadurch erheblich verbesserten Aufnahmequalität setzte eine neue Runde von Aufzeichnungen ein. Carte erkannte auch das Potenzial von Radioübertragungen und arbeitete mit der BBC an Live-Übertragungen von D’Oyly-Carte-Produktionen. 1929 ließ Carte das 48 Jahre alte Savoy Theatre umbauen und modernisieren. Das Theater wurde entkernt und komplett nach Entwürfen von Frank A. Tugwell umgebaut. Das Theater wurde noch im selben Jahr wiedereröffnet. 1932 wurde erstmals eine Oper von Gilbert und Sullivan in ihrer gesamten Länge im Radio übertragen.
1925 ließen Carte und seine Frau in der Nähe von Kingswear in der Grafschaft Devon ein Landhaus errichten, das Coleton Fishacre genannt wurde. Das Haus ist noch immer für sein Design und seinen Garten mit exotischen Pflanzen bekannt. Obwohl zunächst nur als Landsitz erbaut, wohnte Dorothy D’Oyly Carte ab den späten 1920er Jahren auf dem Anwesen als Hauptwohnsitz.
1932 verunglückte Michael D’Oyly Carte im Alter von 21 Jahren bei einem Verkehrsunfall in der Schweiz. Rupert D’Oyly Carte war tief betroffen vom Tod seines Sohnes Michael, so dass sein Interesse an Oper und Hotel zu verblassen schien. Die Eheleute konnten schließlich den frühen Tod ihres Sohnes nicht verwinden und ließen sich 1941 scheiden. Dorothy D’Oyly Carte zog auf die Bahamas und heiratete St Yves de Verteuil.
Carte starb am 12. September 1948 im Savoy Hotel nach kurzer Krankheit im Alter von 71 Jahren. Ein Gedenkgottesdienst für ihn fand im Savoy am 23. September 1948 statt. Seine Asche wurde auf der Landzunge am Coleton Fishacre verstreut. Die Leitung des Familienimperium ging an seine Tochter Bridget D’Oyly Carte. Die Savoy-Gruppe blieb unter der Kontrolle der Carte-Familie und seiner Mitarbeiter bis 1994.